# Trophée Lalique de 1996
Trophée Lalique de 1996 foi a décima edição do Trophée Lalique, um evento anual de patinação artística no gelo organizado pela Federação Francesa de Esportes no Gelo (em francês:  Federation Française des Sports de Glace), e que fez parte do Champions Series de 1996–97. A competição foi disputada entre os dias 15 de novembro e 17 de novembro, na cidade de Paris, França.

## Eventos
- Individual masculino
- Individual feminino
- Duplas
- Dança no gelo

## Medalhistas
| Evento                        | Ouro                                        | Prata                                               | Bronze                                        |
| Individual masculino detalhes | Todd Eldredge · Estados Unidos              | Viacheslav Zagorodniuk · Ucrânia                    | Michael Weiss · Estados Unidos                |
| Individual feminino detalhes  | Michelle Kwan · Estados Unidos              | Maria Butyrskaya · Rússia                           | Tara Lipinski · Estados Unidos                |
| Duplas detalhes               | Oksana Kazakova · Artur Dmitriev · Rússia   | Jenni Meno · Todd Sand · Estados Unidos             | Elena Bereznaia · Anton Sikharulidze · Rússia |
| Dança no gelo detalhes        | Marina Anissina · Gwendal Peizerat · França | Elizabeth Punsalan · Jerod Swallow · Estados Unidos | Irina Romanova · Igor Yaroshenko · Ucrânia    |

## Resultados

### Individual masculino
| Pos.              | Nome                   | Nacionalidade  | Pontos | PC | PL |
| ----------------- | ---------------------- | -------------- | ------ | -- | -- |
| Medalha de ouro   | Todd Eldredge          | Estados Unidos | 1.5    | 1  | 1  |
| Medalha de prata  | Viacheslav Zagorodniuk | Ucrânia        | 3.0    | 2  | 2  |
| Medalha de bronze | Michael Weiss          | Estados Unidos | 4.5    | 3  | 3  |
| 4                 | Thierry Cerez          | França         | 6.5    | 5  | 4  |
| 5                 | Éric Millot            | França         | 7.0    | 4  | 5  |
| 6                 | Laurent Tobel          | França         | 9.5    | 7  | 6  |
| 7                 | Gilberto Viadana       | Itália         | 11.0   | 6  | 8  |
| 8                 | Makoto Okazaki         | Japão          | 12.0   | 10 | 7  |
| 9                 | Jens ter Laak          | Alemanha       | 13.5   | 9  | 9  |
| 10                | Patrick Schmit         | Luxemburgo     | 14.0   | 8  | 10 |
| WD                | Elvis Stojko           | Canadá         | —      | WD |    |

### Individual feminino
| Pos.              | Nome                     | Nacionalidade  | Pontos | PC | PL |
| ----------------- | ------------------------ | -------------- | ------ | -- | -- |
| Medalha de ouro   | Michelle Kwan            | Estados Unidos | 1.5    | 1  | 1  |
| Medalha de prata  | Maria Butyrskaya         | Rússia         | 3.0    | 2  | 2  |
| Medalha de bronze | Tara Lipinski            | Estados Unidos | 4.5    | 3  | 3  |
| 4                 | Vanessa Gusmeroli        | França         | 6.0    | 4  | 4  |
| 5                 | Krisztina Czakó          | Hungria        | 7.5    | 5  | 5  |
| 6                 | Andrea Diewald           | Alemanha       | 10.0   | 8  | 6  |
| 7                 | Karen Kwan               | Estados Unidos | 10.0   | 6  | 7  |
| 8                 | Hanae Yokoya             | Japão          | 11.5   | 7  | 8  |
| 9                 | Marta Andrade            | Espanha        | 14.5   | 11 | 9  |
| 10                | Tony Sabrina Bombardieri | Itália         | 14.5   | 9  | 10 |
| 11                | Cathy Belanger           | Canadá         | 16.0   | 10 | 11 |

### Duplas
| Pos.              | Nome                                    | Nacionalidade  | Pontos | PC | PL |
| ----------------- | --------------------------------------- | -------------- | ------ | -- | -- |
| Medalha de ouro   | Oksana Kazakova / Artur Dmitriev        | Rússia         | 2.5    | 3  | 1  |
| Medalha de prata  | Jenni Meno / Todd Sand                  | Estados Unidos | 2.5    | 1  | 2  |
| Medalha de bronze | Elena Bereznaia / Anton Sikharulidze    | Rússia         | 4.0    | 2  | 3  |
| 4                 | Sarah Abitbol / Stéphanie Bernadis      | França         | 6.0    | 4  | 4  |
| 5                 | Xue Shen / Hongbo Zhao                  | China          | 7.5    | 5  | 5  |
| 6                 | Stephanie Stiegler / John Zimmerman     | Estados Unidos | 9.0    | 6  | 6  |
| 7                 | Danielle Carr / Stephen Carr            | Austrália      | 10.5   | 7  | 7  |
| 8                 | Elaine Asanakis / Joel McKeever         | Grécia         | 13.0   | 10 | 8  |
| 9                 | Marie-Claude Savard-Gagnon / Luc Bradet | Canadá         | 13.5   | 9  | 9  |
| 10                | Sophie Guestault / Francois Guestault   | França         | 14.0   | 8  | 10 |

### Dança no gelo
| Pos.              | Nome                                   | Nacionalidade    | Pontos | DC | DO | DL |
| ----------------- | -------------------------------------- | ---------------- | ------ | -- | -- | -- |
| Medalha de ouro   | Marina Anissina / Gwendal Peizerat     | França           | 2.0    | 1  | 1  | 1  |
| Medalha de prata  | Elizabeth Punsalan / Jerod Swallow     | Estados Unidos   | 4.4    | 3  | 2  | 2  |
| Medalha de bronze | Irina Romanova / Igor Yaroshenko       | Ucrânia          | 5.6    | 2  | 3  | 3  |
| 4                 | Diane Gerencser / Pasquale Camerlengo  | Itália           | 8.0    | 4  | 4  | 4  |
| 5                 | Kati Winkler / René Lohse              | Alemanha         | 10.0   | 5  | 5  | 5  |
| 6                 | Kateřina Mrázová / Martin Šimeček      | República Tcheca | 12.4   | 7  | 6  | 6  |
| 7                 | Isabelle Delobel / Oliver Schoenfelder | França           | 13.6   | 6  | 7  | 7  |
| 8                 | Chantal Lefebvre / Michel Brunet       | Canadá           | 16.0   | 8  | 8  | 8  |
| 9                 | Dominique Deniaud / Martial Jaffredo   | França           | 18.6   | 9  | 10 | 9  |
| 10                | Megan Wing / Aaron Lowe                | Canadá           | 20.2   | 12 | 9  | 10 |
| 11                | Kate Robinson / Peter Breen            | Estados Unidos   | 21.6   | 10 | 11 | 11 |
| 12                | Aya Kawai / Hiroshi Tanaka             | Japão            | 23.6   | 11 | 12 | 12 |

## Quadro de medalhas
| Ordem | País           | Medalha de ouro | Medalha de prata | Medalha de bronze |    | Ordem por total |
| ----- | -------------- | --------------- | ---------------- | ----------------- | -- | --------------- |
| 1     | Estados Unidos | 2               | 2                | 2                 | 6  | 1               |
| 2     | Rússia         | 1               | 1                | 1                 | 3  | 2               |
| 3     | França         | 1               |                  |                   | 1  | 4               |
| 4     | Ucrânia        |                 | 1                | 1                 | 2  | 3               |
| TOTAL | TOTAL          | 4               | 4                | 4                 | 12 | —               |